# Urbanya

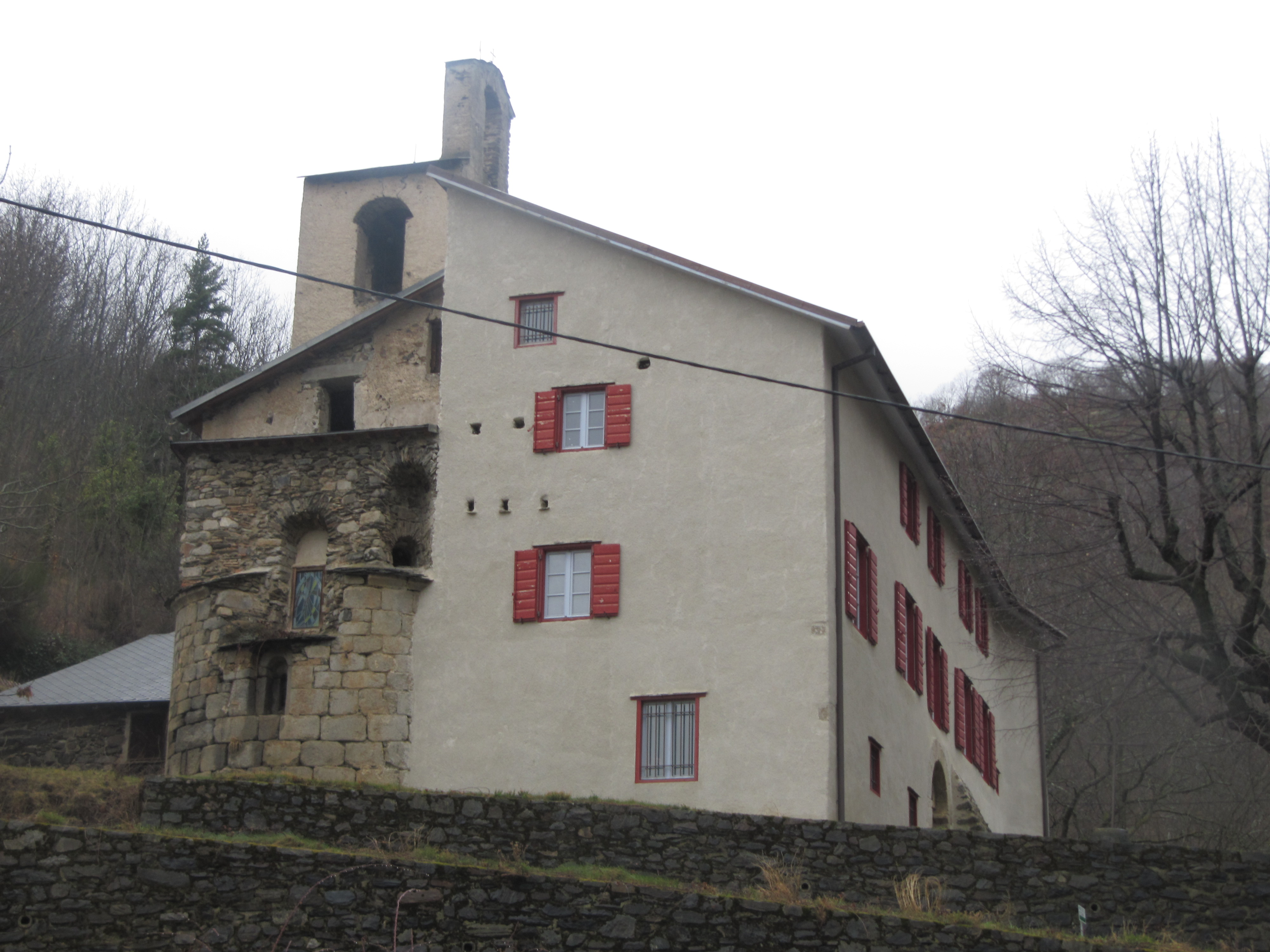
Kościół i plebania w Urbanya (2010)

Urbanya – miejscowość i gmina we Francji, w regionie Oksytania, w departamencie Pireneje Wschodnie.
Według danych na rok 1990 gminę zamieszkiwały 33 osoby, a gęstość zaludnienia wynosiła 2 osoby/km² (wśród 1545 gmin Langwedocji-Roussillon Urbanya plasuje się na 867. miejscu pod względem liczby ludności, natomiast pod względem powierzchni na miejscu 482.).

## Populacja

Populacja Urbanya w latach 1962–2008